# ذکیلو
ذکیلو یک روستا در ایران است که در شهرستان مشگین‌شهر استان اردبیل واقع شده‌است. ذکیلو ۱۰۳ نفر جمعیت دارد.

## جمعیت
این روستا در دهستان ارشق مرکزی قرار دارد و براساس سرشماری مرکز آمار ایران در سال ۱۳۸۵، ۱۰۳ نفر (۱۸ خانوار) جمعیت داشته‌است.